# Sphenocichla
Sphenocichla là một chi chim trong họ Timaliidae.